# Saint-Guen
Saint-Guen (tiếng Breton: Sant-Wenn) là một xã của tỉnh Côtes-d’Armor, thuộc vùng Bretagne, tây bắc Pháp.

## Dân số
Người dân ở Saint-Guen được gọi là Saint-Guennois.